# Scream Thy Last Scream
Singles de Pink Floyd
See Emily Play/The Scarecrow
(1967) Apples and Oranges/Paintbox
(1967)
Scream Thy Last Scream est une chanson de Pink Floyd écrite et composée par Syd Barrett. Elle était prévue pour sortir en tant que troisième single avec Vegetable Man en face B vers l'automne 1967 après la sortie de leur premier album The Piper at the Gates of Dawn. Mais sa sortie est refusée par la maison de disque considérant ces chansons non propices à la vente et ce sera finalement deux nouvelles chansons qui sortiront en single vers Noël : Apples and Oranges/Paintbox qui seront un échec commercial. Cet évènement aura de lourdes répercussions sur Syd Barrett, tant sur ses talents d'auteur-compositeur que par sa dépendance aux drogues, le menant à son éviction du groupe l'année suivante.
Cette chanson refait surface en 1999 sur le coffret A Tree Full of Secrets, puis en version remixée en 2010 sur le premier disque du coffret The Early Years 1965-1972 paru en 2016.

## Enregistrement
Seules deux prises firent terminées, lors des mêmes sessions que le morceau Set the Controls for the Heart of the Sun, les 7 et 8 août 1967.

## Musique et paroles
La chanson comporte plusieurs changements de tempo, une partie vocale accélérée à double piste de Barrett, tandis que le batteur Nick Mason chante simultanément la partie vocale (l'un des 5 rares moments où on entend sa voix sur un disque de Pink Floyd, les autres étant Corporal Clegg, One of These Days, Signs of Life et Learning to Fly), une gamme de cloches, des bruits de foule, une section instrumentale qui augmente continuellement en vitesse avec des solos de guitare wah-wah et des claviers, ainsi que des paroles surréalistes. Barrett n'est clairement audible que sur une seule ligne de la chanson, « elle frottera des tuiles à quatre pattes ».

## Version abandonnée et reprises
Les deux morceaux Scream Thy Last Scream et Vegetable Man devaient sortir en single le 8 septembre 1967, avant que la maison de disques du groupe, EMI, n'y oppose son veto. La sortie de la chanson était de nouveau prévue, mais annulée pour la deuxième fois.
« Scream Thy Last Scream comprend le chant de Nick Mason », a noté David Gilmour en 2002. « Nous avons en fait joué celui-là plusieurs fois au cours de mes toutes premières années avec Pink Floyd. Je ne sais pas si ces chansons ont finalement été mixées. »
Une interprétation de la fin de l'ère Barrett a été enregistrée en direct à Rotterdam en novembre 1967, à la Hippy-Happy Fair. Le producteur Malcolm Jones (qui a produit l'album The Madcap Laughs de Barrett) a remixé Vegetable Man et Scream Thy Last Scream, pour les inclure sur l'album des raretés de Barrett Opel (1988). Cependant, le groupe a bloqué leur inclusion.
Scream Thy Last Scream et Vegetable Man sont apparus sur de nombreux bootlegs jusqu'en novembre 2016. Les deux morceaux, ainsi que d'autres tels que Jugband Blues et un autre morceau inédit intitulé In the Beechwoods ont été remixés en 2010 et également inclus dans le coffret Early Years.
Une vidéo promotionnelle a été réalisée pour le morceau, réalisée par le poète Spike Hawkins. Un montage final en studio de Scream Thy Last Scream a été réalisé avec une version radio BBC quelque peu différente (qui présente à la fois Barrett et Mason au chant) et même quelques enregistrements live. Tous sont largement disponibles sur les enregistrements bootleg.

## Musiciens
- Syd Barrett – guitare électrique, chant accéléré sur double piste
- Roger Waters – basse
- Richard Wright – Orgue Farfisa, Orgue Hammond
- Nick Mason – batterie, chant